# Dieksanderkoog

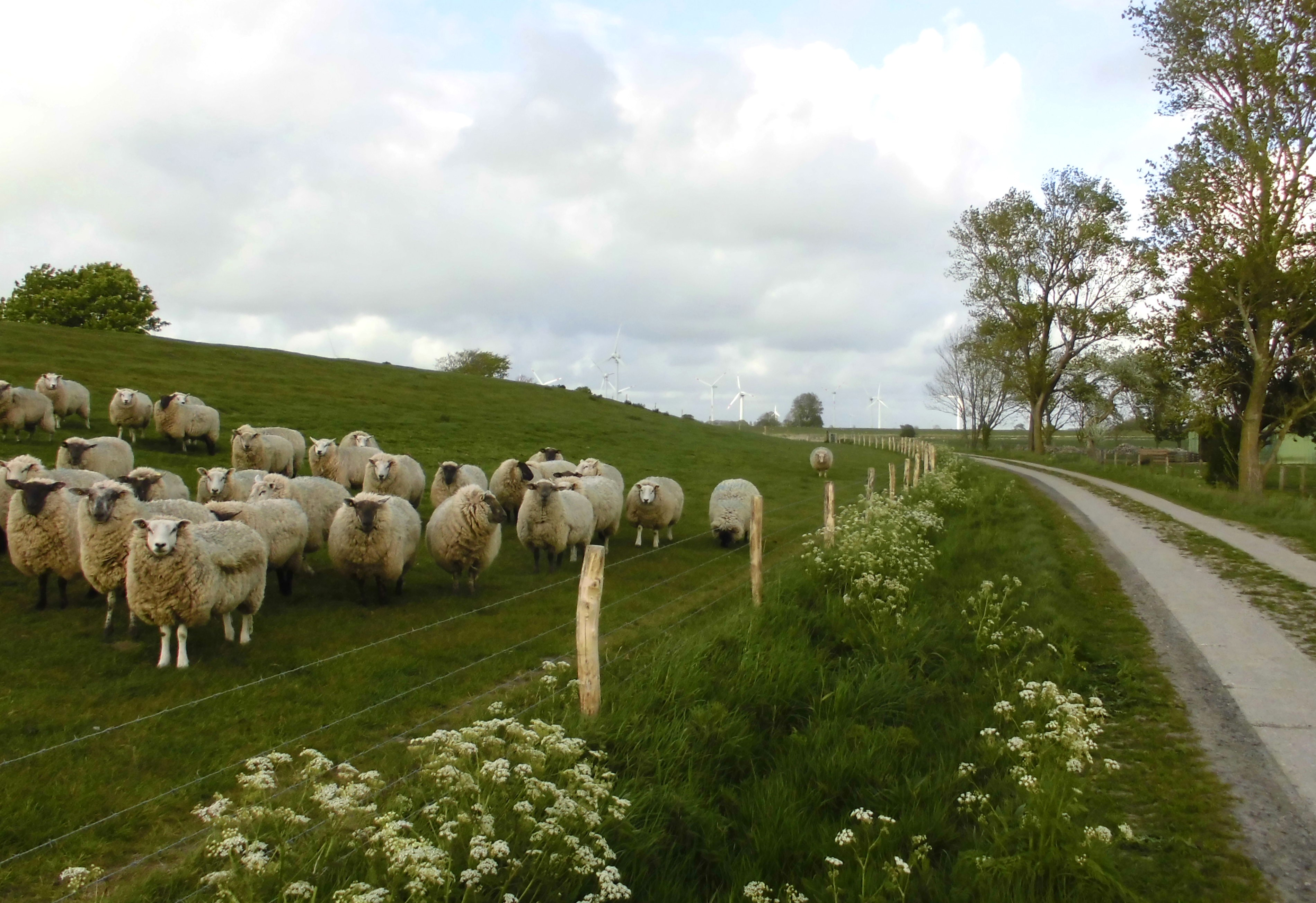
Durch Vordeichung des Dieksanderkoogs entstandener Schlafdeich (2020)

Der Dieksanderkoog ist ein etwa 1330 Hektar großer, in den Jahren 1933/1934 eingedeichter und zur Gemeinde Friedrichskoog gehörender Koog im südwestlichen Kreis Dithmarschen, Schleswig-Holstein. Er wird überwiegend landwirtschaftlich genutzt und in seinem nördlichen Bereich durch den im Jahr 2015 stillgelegten Hafen Friedrichskoog in zwei Abschnitte geteilt.

## Geschichte

### Eindeichung

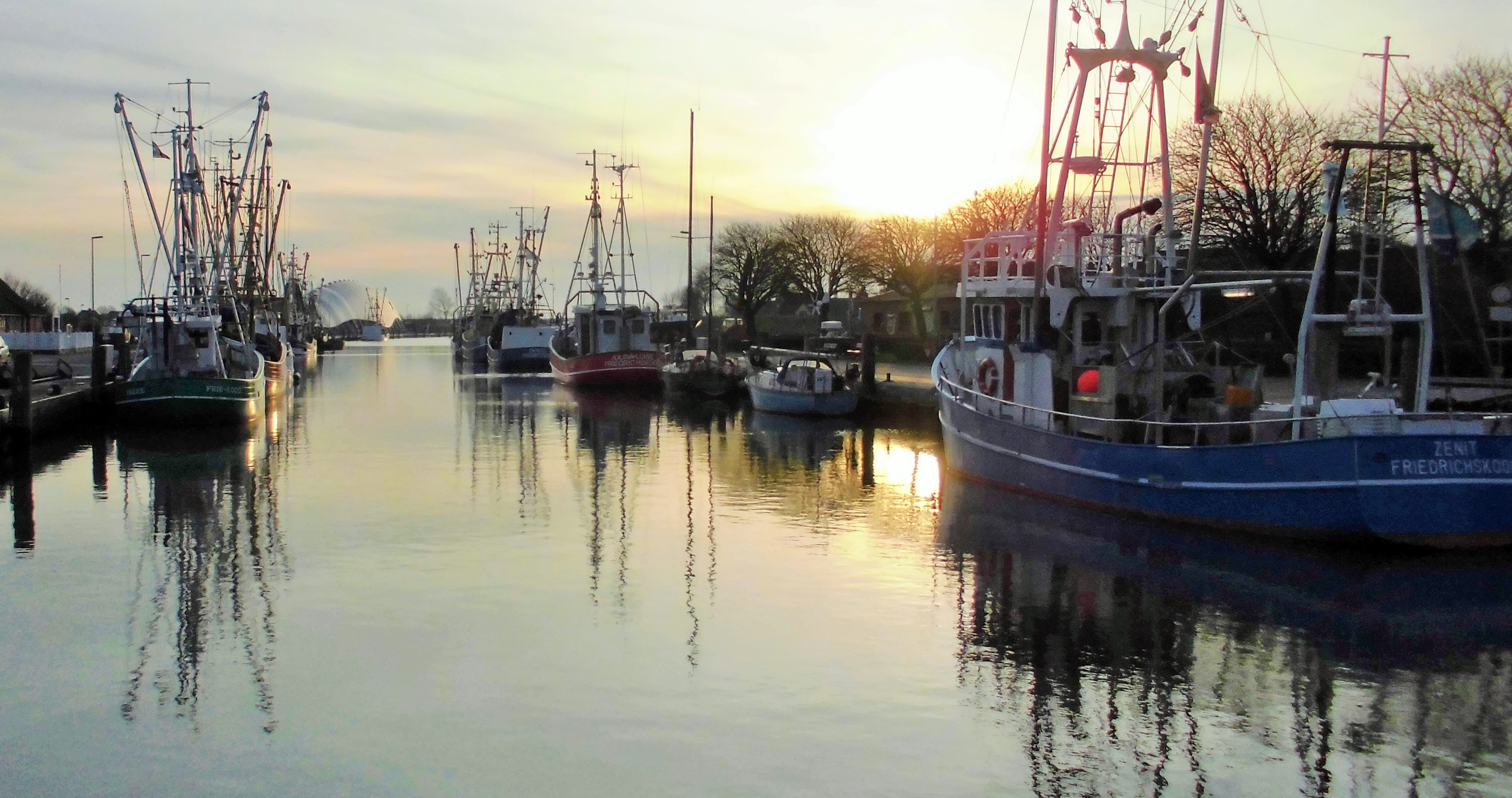
Ehemaliger Hafen mit Krabbenkuttern (2014)

Der Koog erstreckt sich über einen rund neun Kilometer langen Streifen vor Friedrichskoog, Kronprinzenkoog und Kaiser-Wilhelm-Koog. Durch im Bereich der Elbmündung typische Verschlickungen, Sedimentation sowie gezielte Landgewinnungsaktivitäten mit Lahnungen und Grüppen hatten sich im Deichvorland Salzwiesen gebildet. Bereits Anfang des 20. Jahrhunderts wurden diese nach dem Bau von Sommerdeichen intensiv als Weide genutzt. Mit einer Höhe von 50 Zentimetern über dem mittleren Hochwasser galten die Flächen zu Beginn der Weimarer Republik als deichreif; aufgrund der gesamtwirtschaftlichen Situation fehlten jedoch die dafür erforderlichen finanziellen Mittel.
Nach der Machtergreifung der Nationalsozialisten erfolgte die Vor- bzw. Eindeichung als Auftakt zur Realisierung des Generalplans für die Landgewinnung Schleswig-Holstein. Im Rahmen einer Arbeitsbeschaffungsmaßnahme führten bis zu 1700 Arbeitslose – überwiegend aus Hamburg und Kiel – die Arbeiten unter bewusstem Verzicht auf Großgeräte hauptsächlich in Handarbeit mit dem Kleispaten aus.
Davon unabhängig sicherte die Vordeichung das angewachsene Vorland gegen Verluste durch Sturm, Fluten und die Verlagerung von Wattströmen. Gleichzeitig verkürzte sie die bestehende Deichlinie und verbesserte damit den Küstenschutz.
Nicht zuletzt konnte mit der Eindeichung der bereits seit 1855 bestehende Friedrichskooger Sielhafen in einen sturmflutsicheren Dockhafen umgewandelt und so der Ausbau der dortigen Krabbenfischerei gefördert werden.

### Besiedlung und Gebäude

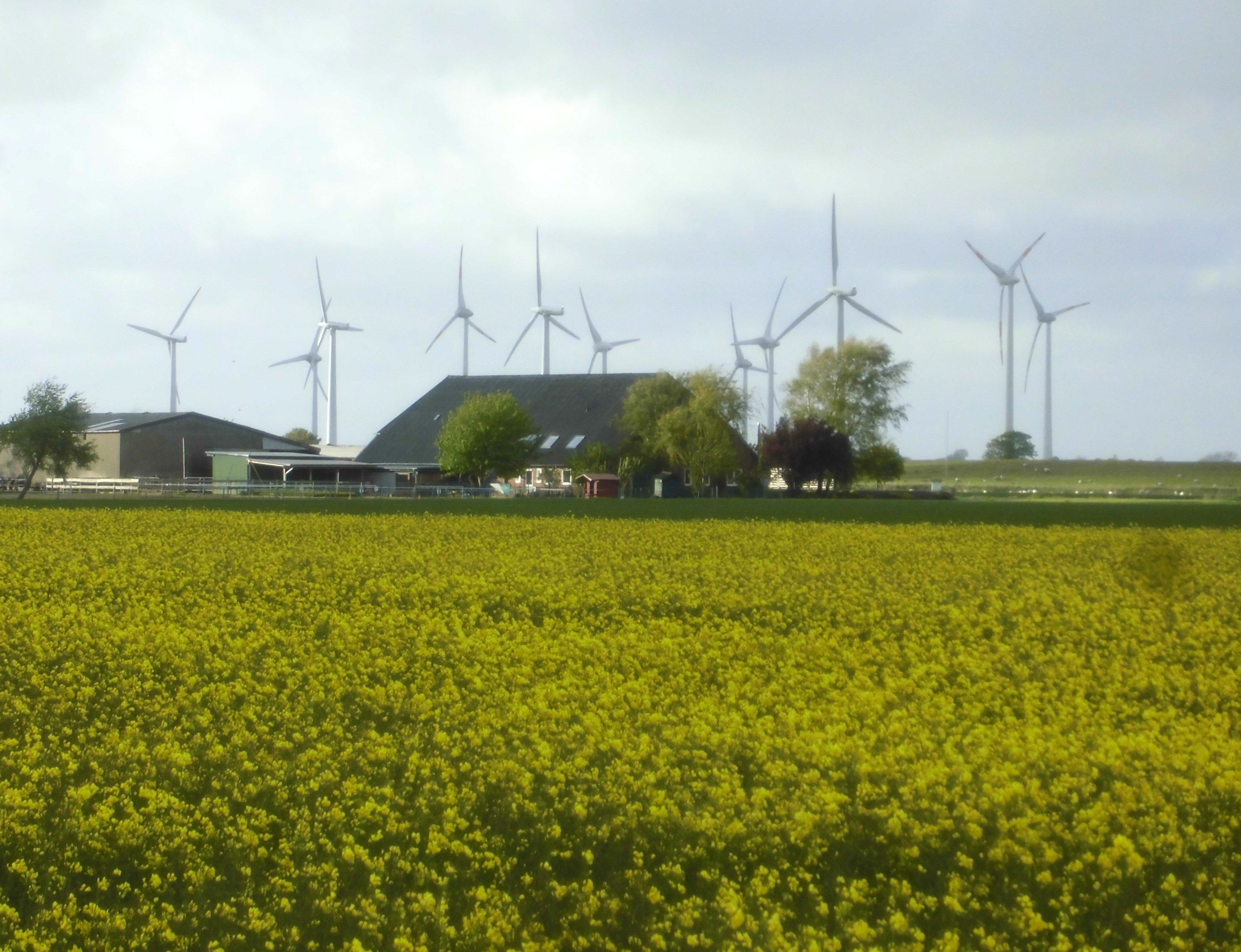
Im Jahr 1934 errichteter Einzelhof mit späteren Erweiterungen (2020)

Nachdem die gut neun Kilometer lange Deichlinie geschlossen und das Entwässerungssystem des Koogs hergestellt war, begannen im Jahr 1934 Besiedlung und Urbarmachung des Koogs. Unter Beteiligung der zunächst nur notdürftig vor Ort untergebrachten Siedler wurden 68 Hofstellen und 29 sonstige Wohn- und Gewerbegebäude errichtet. Alle Gebäude waren aus Kostengründen nur funktional ausgestattet, aber prinzipiell erweiterungsfähig.
Für die damalige Zeit noch relativ ungewöhnlich, erfolgte die Besiedlung bis zur fertigen Bebauung nach einer zentralen Bauleitplanung. Dieser Masterplan orientierte sich an dem für die Marsch typischen Grundgedanken einer Streusiedlung, bei der die auseinanderliegenden Gehöfte jeweils Mittelpunkt der zugehörigen landwirtschaftlichen Flächen sind. Baulich sah er normale Bauernhöfe mit 15 bis 30 Hektar Landfläche, Kleinbauernhöfe mit acht bis 15 Hektar sowie Siedlungshäuser für Arbeiter und Gewerbetreibende mit zwei bis vier Hektar Landzulage vor. Direkt am Hafen sollte eine Siedlung für Fischer und Wasserbauer entstehen, die jedoch erst nach 1945 bezogen wurde.
Der Grundriss der normalen Höfe orientierte sich an dem in den Nachbarkögen bereits zuvor eingeführten ostfriesischen Langhaus bzw. Gulfhaus. Vorbild für die kleineren Hofstellen war das Dithmarscher Dweerhus. Die Entwürfe stammen vom Architekten Ernst Prinz, der seit Beginn des 20. Jahrhunderts ein bedeutender Vertreter der Heimatschutzarchitektur in Schleswig-Holstein war. Dem Wunsch einzelner Siedler, die Architektur der 1926 im nordfriesischen Sönke-Nissen-Koog ebenfalls im Stil der Heimatschutzarchitektur vom Kieler Architekten Heinrich Stav geplanten Gehöfte zu übernehmen, wurde nicht entsprochen.
Für die Versorgung des langgestreckten Koogs entstanden an der von Südost nach Nordwest verlaufenden Hauptstraße zwei Ortszentren jeweils mit Gewerbe, Einzelhandel, Gastwirtschaft und Schule. Gegen teilweisen Widerstand der Siedler wurden alle Gebäude noch in der Bauphase an eine zentrale Wasserversorgung mit Zuleitung aus der Geest angeschlossen. In den Folgejahren erfolgte auch der Anschluss an das Stromnetz.
Die Siedler hatte der Kreisbauernführer des damaligen Kreises Süderdithmarschen im Auftrag des Reichsbauernführers  nach politischen Gesichtspunkten ausgewählt. Bevorzugt wurden frühzeitige Mitglieder von NSDAP, SA und SS aus Dithmarschen.
Am 29. August 1935 erfolgte die Einweihung des Koogs als Adolf-Hitler-Koog; den Namen hatte die NSDAP-Ortsgruppe Friedrichskoog im April 1933 vorgeschlagen.

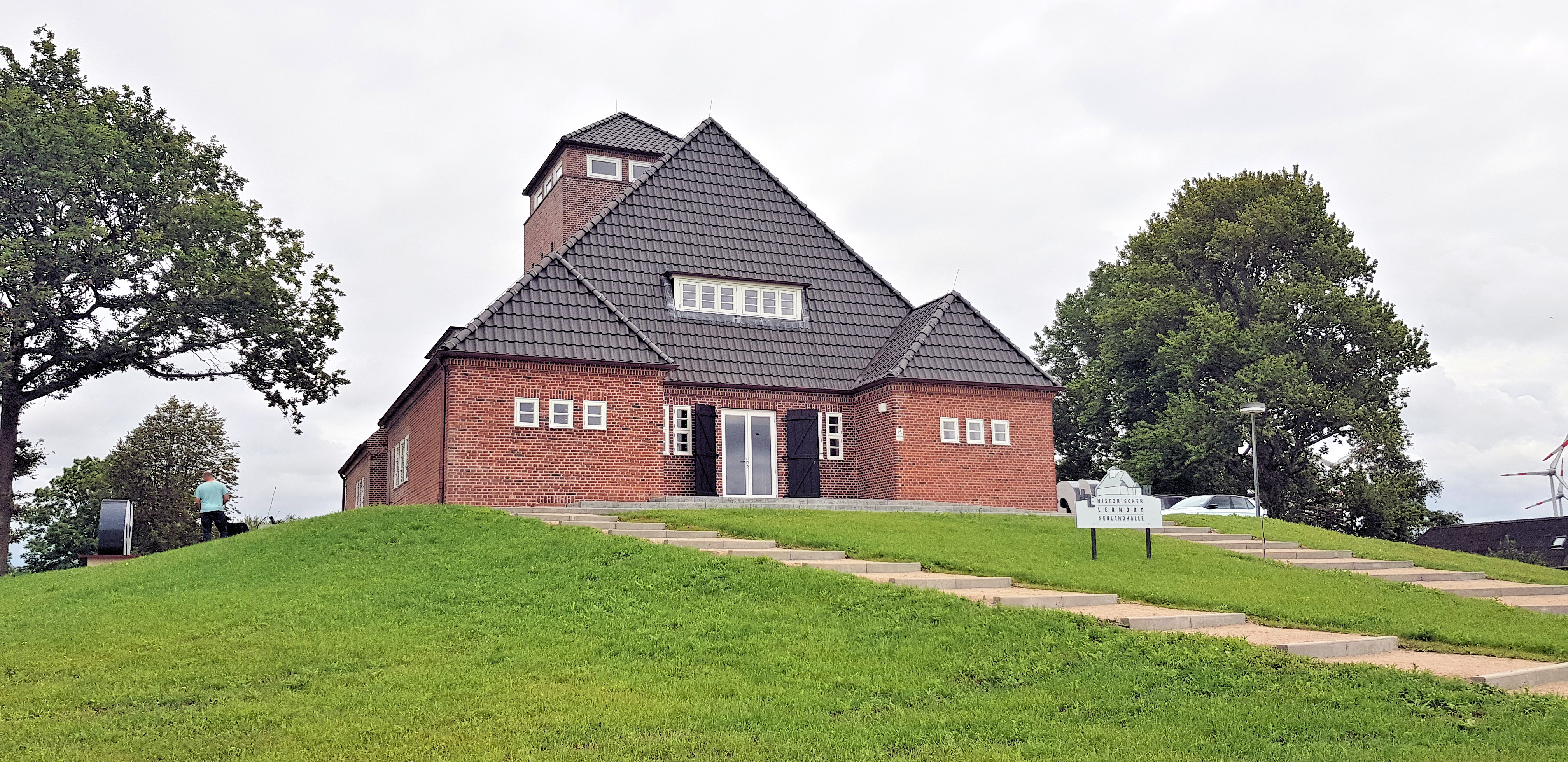
Im Jahr 1936 fertiggestellte und 2019 rekonstruierte Neulandhalle (2020)

Im Rahmen der Einweihung wurde auch der Grundstein für die vom Kieler Architekten Richard Brodersen entworfene Neulandhalle gelegt. Das im Jahr 1936 fertiggestellte, auf einer Warft im südwestlichen Teil des Koogs und damit dezentral gelegene Gebäude war primär staatlicher Repräsentationsbau und Schulungsstätte für den Deichbau an der schleswig-holsteinischen Nordseeküste. Daneben stand es für Feiern der Einwohner des Koogs sowie als Jugendherberge zur Verfügung. Im Jahr 1971 erwarb die evangelische Kirche das Gebäude, welches sie nach Umbauten über etwa 40 Jahre als Jugendfreizeitstätte nutzte. Seit dem Jahr 2019 ist die Neulandhalle gemeinsam mit einer freizugänglichen Außenausstellung Historischer Lernort, der im örtlichen Kontext erstmals die ideologischen Schlüsselbegriffe Volksgemeinschaft und Lebensraum thematisiert.

### Propaganda
Obwohl der Dieksanderkoog maximal 400 Einwohner hatte, wurde die Eindeichung des dem Meer abgerungenen Landes sowie die friedliche Gewinnung von neuem Lebensraum von der nationalsozialistischen Propaganda im großen Stil ausgeschlachtet und überhöht. Mit der Einweihung des Koogs durch Adolf Hitler wurden sie als Auftakt zur Realisation des vom Gauleiter und Oberpräsidenten der Provinz Schleswig-Holstein in Preußen Hinrich Lohse präsentierten Generalplans für die Landgewinnung Schleswig-Holstein stilisiert; danach sollten binnen eines Jahrhunderts an der Nordsee insgesamt 43 neue Köge mit einer Fläche von 30.000 Hektar als Lebensraum für 10.000 Menschen eingedeicht werden.
Entsprechend öffentlichkeitswirksam wurde die Neulandhalle am 30. August 1936 auch eingeweiht. Im Beisein zahlreicher Abordnungen und Ehrengäste interpretiert Reichswirtschaftsminister Hjalmar Schacht das Gebäude dabei als Wacht deutscher Sitte und Sinnbild neuentstanden Kampfeswillens.
Bis zum Beginn des Zweiten Weltkriegs brachten täglich bis zu 40 Busse und Autos Staatsgäste und andere Besucher in den Koog; da die unbefestigten Straßen dieser Belastung nicht standhielten, wurden sie unter Kostenbeteiligung des Reichspropagandaministeriums asphaltiert. Filme wie Trutz blanke Hans (1935) und Neuland am Meer (1938) sowie Radioübertragungen von verschiedenen Orten der Westküste machten Landgewinnung und Adolf-Hitler-Koog im ganzen Reich bekannt.
Die Propaganda sollte einerseits verdeutlichen, dass sich die NSDAP um die Verbesserung der Situation von Bauern kümmert. International sollte sie zudem über die laufenden Kriegsvorbereitungen der Nationalsozialisten hinwegtäuschen.
Tatsächlich entstanden in den Jahren 1933 bis 1938 an der Westküste Schleswig-Holsteins zehn neue Köge mit einer Gesamtfläche von 5600 Hektar; danach wurde die Eindeichung aufgegeben. Teile des Generalplans wie die Anbindung der Insel Trischen mit einem Damm an das Festland erwiesen sich aufgrund der Dynamik des Wattenmeers bereits Mitte der 1930er Jahre als unrealistisch.

### Gemeindebildung
Aus unbewohnten Teilen der Gemeinden Friedrichskoog, Kronprinzenkoog und Kaiser-Wilhelm-Koog sowie aus katastermäßig noch nicht erfassten Teilen des in den Jahren von 1933 bis 1934 eingedeichten Kooges wurde am 1. November 1935 die Gemeinde Adolf-Hitler-Koog gebildet. In diese wurde die seit dem Jahr 1854 bestehende, größere Gemeinde Friedrichskoog mit Friedrichskoog und Kaiserin-Auguste-Viktoria-Koog am 1. April 1939 eingegliedert.
Nach dem Zweiten Weltkrieg wurden Koog und Gemeinde am 25. August 1945 in Dieksanderkoog umbenannt; der Name leitet sich von der ehemaligen Hallig Dieksand ab, die gemeinsam mit kleineren Quellerinseln in den Friedrichskoog eingedeicht worden war.
Während für den Koog dieser Name unverändert gilt, erhielt die Gemeinde am 1. April 1948 den historischen und bis heute gültigen Namen Friedrichskoog zurück.
Der nördliche Teil des Dieksanderkoogs bildet mit dem im Friedrichskoog befindlichen Siedlungskern „Friedrichskoog-Ort“ inzwischen eine über die alte Deichlinie zusammengewachsene Einheit; dabei befinden sich im Dieksanderkoog unter anderem Kindergarten „Wirbelwind“, Grundschule „Marschenschool“ und das Entwicklungsgebiet des ehemaligen Hafens der Gemeinde mit der angrenzenden Seehundstation.

## Sachliteratur
- Lars Amenda: „Volk ohne Raum schafft Raum“. Rassenpolitik und Propaganda im nationalsozialistischen Landgewinnungsprojekt an der schleswig-holsteinischen Westküste. In: Informationen zur Schleswig-Holsteinischen Zeitgeschichte. 45 (2005), S. 4–31. (online auf: akens.org, PDF; 228 kB)
- Klaus Groth: Der Aufbau des Adolf-Hitler-Koogs – Ein Beispiel nationalsozialistischen Siedlungsbaues. In: Erich Hoffmann, Peter Wulf  (Hrsg.): „Wir bauen das Reich“. Aufstieg und erste Herrschaftsjahre des Nationalsozialismus in Schleswig-Holstein. Wachholtz, Neumünster 1983, ISBN 3-529-02181-4, S. 309–332.
- Frank Trende: Neuland! war das Zauberwort. Neue Deiche in Hitlers Namen. Boyens Buchverlag, Heide 2011, ISBN 978-3-8042-1340-1.

## Belletristik
- Thies Thiessen: Die Glocke: Das alte Lied. E-Book. CulturBooks, 2014, ISBN 978-3-944818-33-7.